# Natsumi Hoshi
Natsumi Hoshi (jap. 星奈津美 Hoshi Natsumi; ur. 21 sierpnia 1990 w Koshigai) – japońska pływaczka specjalizująca się w stylu motylkowym, brązowa medalistka olimpijska.
Specjalizuje się w pływaniu stylem motylkowym. W 2012 roku na igrzyskach olimpijskich w Londynie zdobyła brązowy medal na dystansie 200 m stylem motylkowym, w finale uzyskując czas 2:05.48 min. Cztery lata wcześniej, w olimpijskim debiucie w Pekinie zajęła na tym dystansie 10. miejsce.
Na mistrzostwach świata w Kazaniu w 2015 roku z czasem 2:05,56 zdobyła złoty medal w konkurencji 200 m stylem motylkowym. Na dystansie 100 m stylem motylkowym zajęła 14. miejsce.
Podczas igrzysk olimpijskich w Rio de Janeiro wywalczyła brązowy medal na 200 m stylem motylkowym, kiedy w finale przepłynęła ten dystans w 2:05,20. Startowała także w konkurencji 100 m stylem motylkowym, gdzie uplasowała się na 10. miejscu z czasem 58,03.
W swej karierze sięgała też po medale igrzysk azjatyckich (2010, 2014) oraz uniwersjady (2011).